# Quercus chrysolepis
Espèce
Classification phylogénétique
Chêne des canyons, Chêne à cupule dorée, Chêne masse
Le chêne des canyons (Quercus chrysolepis) est une espèce de chêne à feuillage persistant que l'on trouve dans le Sud-Ouest de l'Amérique du Nord, notamment dans les chaînes côtières de la Californie. Cet arbre se rencontre souvent près des cours d'eau et des rigoles de drainage poussant dans des micro-habitats frais et humides. Ses feuilles d'un vert sombre et luisantes sur le dessus possèdent des épines à la manière du houx; Ce chêne est souvent sympatrique avec Quercus agrifolia et de nombreuses autres espèces de chênes. Les données fossiles soutiennent une distribution plus large à travers l'Ouest des États-Unis durant la période du Holocène.
Les Amérindiens utilisaient les glands de cette espèce comme aliment de base, après lessivage des tanins; de plus, les graines torréfiées donnent un succédané de café. Après les incendies de forêt, le chêne des canyons se régénère vigoureusement à partir des rejets basaux, et la diversité clonale de cette espèce s'est avérée très élevée.

## Morphologie
Quercus chrysolepis est un arbre sempervirent avec des branches horizontales de tailles significatives, et une large couronne arrondie ; il atteint une hauteur de six à trente mètres et se rencontre souvent sous une forme buissonnante. Le diamètre du tronc peut varier de 30 à 10 centimètres. Les feuilles elliptiques à oblongues mesurent entre 2,5 et 8 cm en longueur avec une largeur représentant à peu près la moitié de cette dimension ; de plus, les feuilles, sont un peu pointues aux extrémités, mais arrondies ou épointées à la base. Bien que les feuilles apparaissent généralement plates, elles peuvent avoir les bords légèrement recourbés vers le dessous, typiquement avec des dents épineuses, particulièrement sur les jeunes brindilles. Ces feuilles coriaces sont vert sombre sur le dessus et légèrement dorées sur le dessous, souvent devenant grises et presque glabres la deuxième année.
L'écorce des chênes des canyons est de couleur gris clair, et plutôt lisse ou parfois écailleuse. Les glands apparaissent seuls ou en paires, présentant une longueur de deux à cinq centimètres ; ces fruits sont variables en taille et en forme, mais généralement ovoïdes, en forme de turban avec une fine et peu profonde cupule formée d'écailles densément couvertes de poils jaunâtres ; le pétiole est peu développé.

## Répartition et habitat

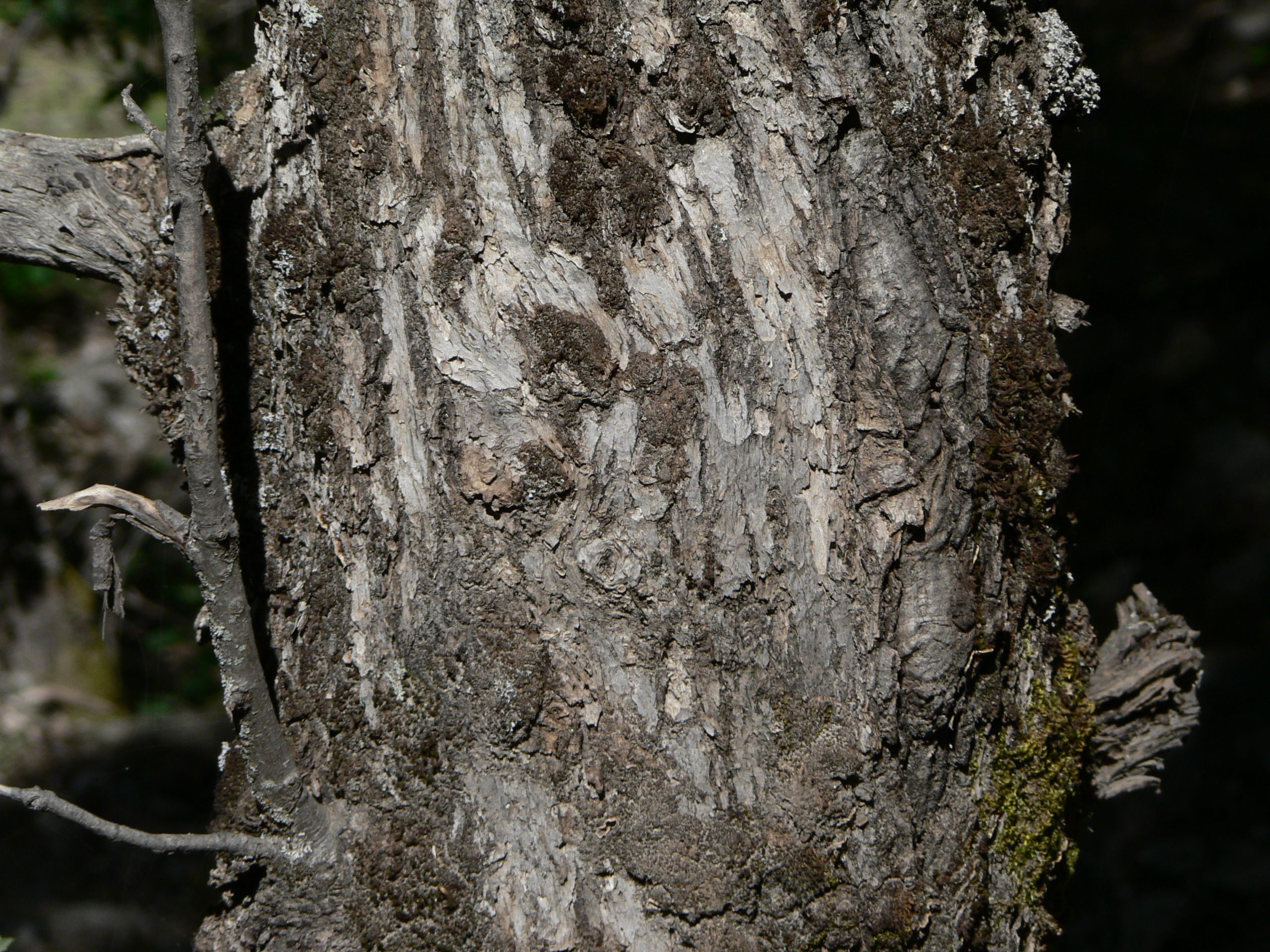
L'écorce du tronc est grise et rugueuse.

Le chêne des canyons se rencontre dans différentes communautés forestières dans le Sud-Ouest des États-Unis. Il se rencontre dans 4 500 km2 de forêt rien qu'en Californie, notamment dans la chaine côtières et de manière discontinue sur le versant oriental du Sud et du centre de la Sierra Nevada. Cet arbre est rare à l'Est de la crête de Cascade-Sierra. Des populations dispersées et disjointes se rencontrent dans les régions montagneuses du Sud-Est du Nevada et dans les parties de l'Ouest et le centre de l'Arizona, et du nord-est du Mexique.
Le chêne des canyons tolère une grande variété de types de sol, y compris les environnements rocailleux ou caillouteux. Il est rustique jusqu'à −23,8 °C, et poussera dans des sols neutres à modérément acides avec un pH compris entre 4,5 et 7,5. Le chêne de canyon se rencontre à une altitude comprise entre 500 et 1 500 mètres dans le Sud-Est de l'Oregon ; dans le Nord de la Californie, de 100 à 1 400 m; et dans le Sud de la Californie, jusqu'à 2 700 m. Quercus chrysolepis peut être l'arbre prédominant sur les falaises de canyon, particulièrement dans les endroits aux sols rocailleux superficiels. Dans les zones de précipitations moyennes à élevées, il se rencontre sur l'adret, et dans les parties plus sèches et plus chaudes de sa distribution sur l'ubac.

## Écologie
Hormis l'utilisation préhistorique des chênes des canyons comme source de nourriture par l'être humain, les glands sont consommés par de nombreux animaux sauvages aussi différents que le pic glandivore, l'écureuil terrestre de Californie, la souris-moissonneuse occidentale, le rat des bois et le cerf à queue noire de Colombie. Étonnamment il y a semble-t-il peu de différence observées en préférence alimentaire chez la faune entre différentes espèces de chênes.
Beaucoup d'hybridation de chênes des canyon avec plusieurs autres espèces sympatriques ont été documentées, probablement beaucoup plus que n'importe quelle autre espèce du genre  Quercus. La capacité du Quercus chrysolepis pour rivaliser avec d'autres arbres dominants au sein de son aire de répartition a été analysée du point de vue de l'architecture de la feuille et de l'aptitude photosynthétique. Les résultats de l'étude expliquent que dans des milieux à faible lumière, Q. chrysolepis dépasse les espèces avec des feuilles de plus grande taille et une plus grande masse de cime par unité de volume par sa meilleure efficacité photosynthétique et sa durée de vie foliaire plus importante.
Le chêne des canyons offre un habitat fonctionnel pour de nombreux animaux en fournissant des sites de nidification, de stockage, de repos ou des perchoirs pour de nombreuses espèces d'oiseaux, et de l'ombre et un abri pour divers mammifères. Les bosquets de chênes des canyons servent d'habitat au puma à cause de l'importante population de cervidés fréquentant ces espaces. Beaucoup d'espèces stockent leurs provisions dans le feuillage du chêne dont le lièvre de Californie, le castor, le lapin d'Amérique, le campagnol à dos roux, le tamia de Sonoma, la souris des cactus, la souris sauvage d'Amérique et le porc-épic. Les rats à poche ont l'habitude de se nourrir du cambium des jeunes chêneaux des canyons.